# McDonnell Douglas DC-10
Douglas DC-10 je američki širokotrupni linijski zrakoplov srednjeg do velikog doleta. Pokreću ga tri motora od kojih su dva ovješena ispod krila dok se treći nalazi u donjem dijelu vertikalnog stabilizatora. Avion je bio nasljednik DC-8 za linije većeg doleta a za tržište se je borio zajedno s A-300, B-747 i Lockheedom L-1011 Tristar.
Proizvodnja DC-10 završila je u prosincu 1988. s 386 isporučenih zrakoplova kompanijama, dok je još 60 isporučeno ratnom zrakoplovstvu SAD-a kao avioni-tankeri (KC-10 Extender). Nasljednik DC-10 je McDonnell Douglas MD-11 koji je u redovni promet ušao 1990. godine.

## Razvoj
Douglas Aircraft počeo je 1965. razvijati studiju baziranu na CX-HLS (eng. Heavy Logistics System) dizajnu. U 1966. American Airlines nudi specifikaciju za proizvodnju širokotrupnog zrakoplova manjeg od Boeinga 747 ali sposobnog letjeti slične rute velikog doleta i koristiti zračne luke s kraćim uzletno-sletnim stazama. DC-10 je postao prvi komercijalni linijski putnički avion nakon spajanja između McDonnell Aircraft Corporationa i Douglas Aircraft Company u 1967.
DC-10 ima prvi let 29. kolovoza 1970. American Airlines započinje s komercijalnim letovima 5. kolovoza 1971. na liniji između Los Angelesa i Chicaga, gotovo godinu dana prije Lockheed L-1011 Tristara, zrakoplova sličnih specifikacija. Sličnosti s L-1011 u pogledu kapacitet smještaja putnika i uvođenje u skoro istom vremenskom okviru utjecalo je na profitabilnost oba zrakoplova. Prvotni kupci za DC-10 bili su American Airlines i United Airlines s narudžbom za 25 odnosno 60 zrakoplova serije -10. DC-10 se jedino mogao razlikovati od svoje konkurencije s ugradnjom motora drugog dobavljača i time kontrolirati troškove, kao i ranije predstavljenim inačicama velikog doleta. 
Prva DC-10 inačica bila je serija -10 s doletom od 6.112 km. Serija -20 (naručena samo od strane Northwest Orienta i Japan Airlinesa) imala je tipičan dolet od 9.265 km ili s maksimalnim utovarenim korisnim teretom 7.520 km. Na seriji 30 dolet se povećao na 10.010 km ili s maksimalnim utovarenim korisnim teretom 7.410 km. Na seriji -20 ugrađivani su Pratt & Whitney JT9D motori, dok su serije -10 i -30 bili opremljeni s General Electric CF6 motorima.
Prije isporuke zrakoplova za Northwest, tražena je promjena oznake serije -20 u seriju -40 jer je zrakoplov bio znatno unaprijeđen u odnosu na originalni dizajn. FAA je certifikat za seriju -40 izdala 27. listopada 1972. godine. Jedan od glavnih vidljivih razlika između modela je da serija -10 ima tri kompleta podvozja (prednja nosna noga i dva glavna podvozja), dok su serije -30 i -40 opremljene s četiri (jedna nosna noga i tri glavna podvozja). Centralna noga s 2-kotača (koja izlaze iz centralnog dijela trupa) je dodana kako bi se bolje rasporedila dodatna nosivost i osiguralo dodatno kočenje. 
Zadnji, 446. DC-10 s proizvodne linije izašao je 1988. godine. Sastavljen je u McDonnell Douglasovoj tvornici u Long Beachu, Kalifornija. Nigerija Airwaysu dostavljen je u srpnju 1989. Već tijekom isporuke, nekoliko zadnjih DC-10 aviona, započela je izgradnja njegovog nasljednika MD-11. Iako površinski slični, MD-11 je duži, posada pilotske kabine je dvočlana, modernizirana je elektronika i još mnogo drugih poboljšanja. Međutim, MD-11 nije bilo uspješan kao DC-10 jer su mnoge kompanije nastavile letjeti s prvom generacijom, rasla je konkurencija iz Airbusa i Boeinga a MD-11 u završnici nije uspio doseći obećane osobine njegova zrakoplova.

## Inačice
DC-10 je proizveden u nekoliko različitih inačica: 
- DC-10-10 (izrađeno 122 aviona) - izvorna inačica, proizvođena od 1970. Kupci ovog početnog modela su American Airlines(35), Continental Airlines(8), Laker Airways(6), National Airlines(11), Turkish Airlines(3), United Airlines(46) i Western Airlines(13). Na DC-10-10 ugrađeni su GE CF6-6 motori, prvi civilni motori u uspješnoj CF6-seriji.
- DC-10-10CF (izrađeno 9 aviona) - konvertibilnih putničko/teretna inačica zrakoplova. Izrađivana je samo za Continental Airlines(8) i United Airlines(1).
- DC-10-15 (izrađeno 7 aviona) - također poznat kao "DC-10 Sport", dizajniran za upotrebu na zračnim lukama velike nadmorske visine. Serija 15 je opremljen s GE CF6-50 motorima većeg potiska. Model je građen za kompanije Aeroméxico i Mexicana a proizvođen je između 1979. i 1982. godine.
- DC-10-20 – predložena inačica DC-10-10 s Pratt & Whitney JT9D turbofen motorima koja nije ugledala svjetlost dana. Uz minimalni interes aviokompanija za izvorni -20 avion, oznaka je u početku obnovljena kako bi se obuhvatili interkontinentalni modeli DC-10-30 pokretani s Pratt & Whitney motorima. Northwest, jedan od prvih kupaca za ovu inačicu dalekog doleta zatražio je prije isporuke promjenu oznake u -40.
- DC-10-30 (izrađeno 164 aviona) - najčešći je model, izgrađen s General Electric CF6-50 turbofen motorima i opremljen većim spremnicima goriva s čime se povećao dolet i učinkovitost goriva. Na ovaj model dodano je i centralno podvozje s čime se je povećala nosivost zrakoplova. Izrađivan od 1972. do 1988. godine, DC-10-30 je bio isporučen za 38 različitih kupaca, među kojima su najveći bili Lufthansa(11), Swissair(11), VARIG(11), KLM(10) i Iberia(9).
- DC-10-30CF (izrađeno 26 aviona) - konvertibilni teretno/putnički model kojeg su kupili Martinair Holland(4), Overseas National Airways(5), Sabena(5), Trans International Airlines(3) i World Airways(9).
- DC-10-30ER (izrađeno 6 aviona) – inačica je s produženim doletom. Prvi zrakoplov je bio predan Finnairu 1981., nakon čega slijedi Swissair s dva zrakoplova u 1982. i konačno Thai Airways International s dva u 1987. i jedan u 1988. godini. 30ER zrakoplovi imaju veći MTOW (263.160 kg), pokreću ih tri GE CF6-50C2B motora od kojih svaki proizvodi 54000 lb potiska. Ugrađen je i dodatni spremnk goriva u stražnjem cargo prostoru s kojim se dolet uvećao dodatnih 10.620 km. U 1983. United Airlines je zakupio tri DC-10-30s od Canadian Pacific Airlinesa. Zrakoplovi su bili izmijenjeni u-30ER standard što je omogućilo neprekidne letove na liniji Seattle-Hong Kong. Nakon povratka kanadska kompanija zadržala je modifikacije te je još dva svoja zrakoplova prilagodila ovim osobinama.
- DC-10-30AF (izrađeno 10 aviona) - tereta inačica čija je proizvodnja trebala započeti u 1979. no čekala se potvrda narudžbe Alitalie za dva zrakoplova. Proizvodnja je ipak započela u svibnju 1984. s prvom potvrđenom narudžbom za pet zrakoplova iz FedExa. Ovaj prijevoznik naručio je ukupno 12 DC-10-30AF do srpnja 1985. ali je kasnije od dva zrakoplova odustao.
- DC-10-40 (izrađeno 42 aviona) – model proizvođen od 1973. do 1983. godine.[4] Prva je inačica velikog doleta opremljena Pratt & Whitney JT9D motorima. Izvorno određen kao DC-10-20, ovaj model je preimenovanu DC-10-40 nakon posebnog zahtjeva Northwest Orient Airlinesa. Northwest (22 aviona) i Japan Airlines (20 aviona) bili su jedini prevozitelji koji su naručili ovu inačicu. Prvi DC-10-40 isporučeni Northwestu opremljeni su s tri Pratt & Whitney JT9D-15 motora s po 45.700 lb potiska, nakon čega se uvode JT9D-25W motori koji daju 50.000 lb potiska a MTOW aviona se povećava na 251.815 kg. Avioni proizvedeni za Japan Airlines bili su opremljeni s P&W JT9D-49A motorima s potiskom od 53.000 lb i MTOW-om od 256.350 kg.
- DC-10-50 – predložena inačica s Rolls-Royce RB211 motorima. S ovim motorima ciljalo se na narudžbe British Airwaysa no kako do njih nikada nije došlo projekt je napušten.
- KC-10A Exstender (izrađeno 60 aviona) - vojna inačica DC-10-30 (avio-cisterna) koja se koristi za nadopunu goriva zrakoplova tijekom leta. Zrakoplovi su naručeni od strane Ratnog zrakoplovstva SAD-a a izrađivani su od 1981. godine. Ovaj model ima najveći dolet od svih do sada proizvedenih zrakoplova u svijetu.
- KDC-10 (izrađeno 4 aviona) – avio-cisterna izrađena za Royal Netherlands Air Force. Modificirana je inačica civilnog DC-10-30CF. Osim Ratnog zrakoplovstva Nizozemske komercijalne tvrtke Omega Air i Airtanker Global Service djeluju s dva KDC-10 tankera koje iznajmljuju.[5][6]
- MD-10 – inačica je DC-10 s redizajniranom pilotskom kabinom. Modernizacija uključuje napredni EFIS sustav kakav se koristi i na MD-11. Novi kokpit eliminira potrebu za inženjerom leta što posadu pilotske kabine svodi na dva člana i izjednačuje je s onim na MD-11. To kompanijama koje lete i MD-10 i MD-11 omogućuje zajedničku bazu pilota za oba zrakoplova.
- 10 Tanker - DC-10-10 pretvoren u protupožarni zrakoplov.

## Usporedba
|                         | DC-10-10                     | DC-10-15                     | DC-10-30                     | DC-10-40                     |
| ----------------------- | ---------------------------- | ---------------------------- | ---------------------------- | ---------------------------- |
| Posada pilotske kabine  | Tri                          | Tri                          | Tri                          | Tri                          |
| Putnici                 | 380 (1 klasa), 250 (2 klase) | 380 (1 klasa), 250 (2 klase) | 380 (1 klasa), 250 (2 klase) | 380 (1 klasa), 250 (2 klase) |
| Dužina trupa            | 51,97 m                      | 51,97 m                      | 51,97 m                      | 51,97 m                      |
| Visina                  | 17,7 m                       | 17,7 m                       | 17,7 m                       | 17,7 m                       |
| Razmah krila            | 47,34 m                      | 47,34 m                      | 50,4 m                       | 50,4 m                       |
| Širina trupa            | 6,02 m                       | 6,02 m                       | 6,02 m                       | 6,02 m                       |
| Visina trupa            | 6,02 m                       | 6,02 m                       | 6,02 m                       | 6,02 m                       |
| Unutarnji promjer trupa | 5,54 m                       | 5,54 m                       | 5,54 m                       | 5,54 m                       |
| Operativna težina       | 108,940 kg                   | 108,940 kg                   | 120,742 kg                   | 122,567 kg                   |
| MTOW                    | 195.045 kg                   | 206,385 kg                   | 259,459 kg                   | 259,459 kg                   |
| Putna brzina            | 908 km/h                     | 908 km/h                     | 908 km/h                     | 908 km/h                     |
| Maksimalna brzina       | 982 km/h                     | 982 km/h                     | 982 km/h                     | 982 km/h                     |
| Dolet (utovaren avion)  | 6,114 km                     | 7.000 km                     | 10.010 km                    | 9.252 km                     |
| Kapacitet goriva        | 82.134 l                     | 100,859 l                    | 138.720 l                    | 138.720 l                    |
| Zalet pri MTOW          | 2.625 m                      | 2.212 m                      | 2.847 m                      | 2.817 m                      |
| Visina leta             | 12.802 m                     | 12.802 m                     | 12.802 m                     | 12.802 m                     |
| Motori (x 3)            | GE CF6-6D                    | GE CF6-50C2F                 | GE CF6-50C                   | PW JT9D-59A                  |
| Potisak motora (x 3)    | 177,9 kN                     | 206,8 kN                     | 226,9 kN                     | 235,8 kN                     |

## Vanjske poveznice
- DC-10 - Boeing.com
- DC-10 povijest - Boeing.com
- McDonnell Douglas DC-10 i Boeing MD-10b - airliners.net/
- McDonnell Douglas Trijet Network